# Метод квадратичних форм Шенкса
Метод квадратичних форм Шенкса — метод факторизації цілих чисел із застосуванням квадратичних форм, розроблений Даніелем Шенксом (англ. Daniel Shanks) 1975 року на основі методу ланцюгових дробів.
На початку XX-го сторіччя програми для 32-розрядних комп'ютерів, засновані на цьому методі, були безумовними лідерами для факторизації чисел від {\displaystyle 10^{10}} до {\displaystyle 10^{18}} . Цей алгоритм може розкласти практично будь-яке складене 18-значне число швидше, ніж за мілісекунду.
Методи, що базуються на цьому алгоритмі, застосовуються для розкладання на дільники великих чисел, типу чисел Ферма.

## Історія
1975 року Даніель Шенкс створив алгоритм, який нині можна реалізувати й застосовувати не тільки на комп'ютері, а й на простому мобільному телефоні[джерело?]
Хоча Шенкс описав інші алгоритми для факторизації цілих чисел, по SQUFOF він нічого не опублікував. Він прочитав лекції з цієї теми і пояснив основну суть свого методу досить невеликому колу людей. Після смерті Шенкса в його паперах знайшли незавершену чернетку з описом методу SQUFOF. Її оцифрували й опублікували 2003 року. Інші дослідники обговорювали алгоритм. У своєму методі Шенкс зробив деяку кількість припущень, які залишилися без доведення. Утім, результати експериментів свідчать, що більшість припущень справджуються. У підсумку, ґрунтуючись на цих спрощених припущеннях, Шенксу вдалося створити SQUFOF.

## Ідея методу
Ідея методів Шенкса полягає в зіставленні числу {\displaystyle n}, яке треба розкласти, квадратичної форми від двох змінних {\displaystyle f} із дискримінантом {\displaystyle D=4n}, із якою потім виконується серія еквівалентних перетворень і перехід від форми {\displaystyle f} до неоднозначної форми {\displaystyle (a',b',c')}. Тоді, {\displaystyle \gcd(a',b')} буде дільником {\displaystyle n}.
Перший варіант працює з додатноозначеними квадратичними формами від двох змінних заданого негативного дискримінанту і в групі форм він знаходить неоднозначну (англ. ambiguous) форму, яка дозволяє розкласти дискримінант на множники. Складність першого варіанту становить {\displaystyle O(n^{1/5+\varepsilon })} за умови істинності розширеної гіпотези Рімана.
Другий варіант — це власне SQUFOF (від англ. SQUare FOrm Factorization), у якому застосовується група квадратичних форм від двох змінних із позитивним дискримінантом. У ньому також відбувається пошук неоднозначної форми й розкладання дискримінанту на множники. Складність SQUFOF становить {\displaystyle O(n^{1/4+\varepsilon })} арифметичних операцій. Особливістю алгоритму є те, що він працює з цілими числами, які не перевищують {\displaystyle 2{\sqrt {n}}}. На початку XX-го сторіччя SQUFOF вважався одним із найефективніших серед алгоритмів факторизації з експоненційною складністю.

## Допоміжні визначення
Квадратичною формою двох змінних називають однорідний поліном від двох змінних {\displaystyle x} і {\displaystyle y}:
{\displaystyle f(x,y)=ax^{2}+bxy+cy^{2}={\begin{pmatrix}x&y\end{pmatrix}}{\begin{pmatrix}a&b\\0&c\end{pmatrix}}{\begin{pmatrix}x\\y\end{pmatrix}}.}

У методі SQUFOF застосовуються тільки невизначені форми. Під {\displaystyle \Delta } розуміється дискримінант квадратичної форми {\displaystyle b^{2}-4ac}. Квадратична форма {\displaystyle f} представляє ціле число {\displaystyle m\in \mathbb {Z} }, якщо існують такі цілі числа {\displaystyle x_{0},y_{0}}, що виконується рівність: {\displaystyle f(x_{0},y_{0})=ax_{0}^{2}+bx_{0}y_{0}+cy_{0}^{2}=m}. У разі, якщо в представленні {\displaystyle \gcd(x_{0},y_{0})=1}, то таке представлення називають примітивним.
Форму {\displaystyle f=(a,b,c)} називають скороченою (редукованою), якщо {\displaystyle {\big |}{\sqrt {\Delta }}-2|a|{\big |}<b<{\sqrt {\Delta }}}.
Для будь-якої невизначеної квадратичної форми {\displaystyle f={\begin{pmatrix}a,&b,&c\end{pmatrix}}} можна визначити оператор редукції:
{\displaystyle \rho {\begin{pmatrix}a,&b,&c\end{pmatrix}}={\begin{pmatrix}c,&r(-b,c),&{\frac {r(-b,c)^{2}-\Delta }{4c}}\end{pmatrix}}}, де {\displaystyle r(-b,c)} — ціле число {\displaystyle r}, яке однозначно визначається умовами:
1. {\displaystyle r+b\equiv 0\mod (2c)}
2. {\displaystyle -|c|<r<|c|,\quad if\quad {\sqrt {\Delta }}<|c|}
3. {\displaystyle {\sqrt {\Delta }}-2|c|<r<{\sqrt {\Delta }},\quad if\quad |c|<{\sqrt {\Delta }}}

Результат застосування оператора {\displaystyle \rho } до форми {\displaystyle f} {\displaystyle n} разів записується у вигляді {\displaystyle \rho ^{n}(f)}. Також визначено оператор {\displaystyle \rho ^{-1}} як:
{\displaystyle \rho ^{-1}{\begin{pmatrix}a,&b,&c\end{pmatrix}}={\begin{pmatrix}{\frac {r(-b,c)^{2}-\Delta }{4c}},&r(-b,c),&c\end{pmatrix}}}, де {\displaystyle r(-b,c)} визначений так само як і в попередньому випадку. У результаті застосування операторів {\displaystyle \rho ^{-1}} і {\displaystyle \rho } до квадратичної форми {\displaystyle f={\begin{pmatrix}a,&b,&c\end{pmatrix}}} з дискримінантом {\displaystyle \Delta }, отримані квадратичні форми також матимуть дискримінант {\displaystyle \Delta }.
Метод отримання скороченої форми, еквівалентної даній, знайшов ще Карл Гаусс і він полягає в послідовному застосуванні оператора редукції {\displaystyle g=\rho (f)}, поки {\displaystyle f} не стане скороченою.
Теорема.
| Кожна форма {\displaystyle f} еквівалентна деякій скороченій формі, і будь-яка скорочена форма для {\displaystyle f} рівна {\displaystyle \rho ^{k}(f)} для деякого додатного {\displaystyle k}. Якщо {\displaystyle f} - скорочена, то {\displaystyle \rho (f)} також скорочена. |

Для розуміння операцій з квадратичними формами потрібні поняття квадратних, суміжних і неоднозначних квадратичних форм.
Неоднозначними (англ. ambiguous) називають форми вигляду {\displaystyle (k,kn,c)}. Така неоднозначна форма існує для кожного дільника k дискримінанту ∆.

## Теоретичний опис
Алгоритм може бути записаний в наступному вигляді:
Вхід: Непарне складене число {\displaystyle n}, яке потрібно факторизувати. Якщо {\displaystyle n\!\!\!\mod 4=1,} замінимо {\displaystyle n} на {\displaystyle 2n.} Тепер {\displaystyle n\!\!\!\mod 4=2;3.} Остання властивість потрібна, щоб визначник квадратичної форми був фундаментальним, що забезпечує збіжність методу.
Вихід: Нетривіальній дільник {\displaystyle n}.
1. Визначимо вихідну квадратичну форму {\displaystyle f=(1,2b,b^{2}-D)}, з дискримінантом {\displaystyle D=4n}, де {\displaystyle b=\lfloor {\sqrt {n}}\rfloor }.
2. Виконаємо цикл редукування {\displaystyle f=\rho (f)}, поки форма {\displaystyle f} не стане квадратною.
3. Обчислимо квадратний корінь з {\displaystyle f:~g=(a^{\prime },b^{\prime },c^{\prime })=f^{1/2}}
4. Виконаємо цикл редукування {\displaystyle p=\rho (g)}, поки значення другого коефіцієнта не стабілізується {\displaystyle b_{i+1}'=b_{i}'}. Кількість ітерацій {\displaystyle m} цього циклу має становити приблизно половину від кількості ітерацій першого циклу. Останнє значення {\displaystyle a^{\prime }} дасть дільник числа {\displaystyle n} (можливо, тривіальний).

## Реалізація алгоритму
Хоча теоретична частина алгоритму пов'язана з еквівалентними перетвореннями квадратичних форм, практична частина виконується на основі обчислення коефіцієнтів {\displaystyle P,Q,r} методу ланцюгових дробів без звертання до форм. Кожна ітерація циклу відповідає одній операції застосування оператора редукції до відповідної форми. За потреби можна відновити відповідні форми {\displaystyle f_{k}=(a_{k},b_{k},c_{k})} за формулами:
{\displaystyle (a_{k},b_{k},c_{k})=((-1)^{k-1}Q_{k-1},2P_{k},(-1)^{k}Q_{k})}
Вхід: Складене число {\displaystyle n}
Вихід: Нетривіальний дільник {\displaystyle n}
- ініціалізація алгоритму.
  - Перевіримо, чи є {\displaystyle n} повним квадратом. Якщо так, то обчислимо {\displaystyle d={\sqrt {n}},} і завершимо обчислення. Інакше, перейдемо до наступного пункту.
  - Якщо {\displaystyle n\equiv 1(mod4),} тоді замінимо {\displaystyle n} на {\displaystyle 2n.} Визначимо {\displaystyle D=4n,~q_{0}=\lfloor {\sqrt {D}}\rfloor .}
  - Визначимо вихідні значення параметрів {\displaystyle P,Q,r:}

{\displaystyle P_{0}=0,~Q_{0}=1,~r_{0}=P_{1}=\lfloor {\sqrt {n}}\rfloor ,~Q_{1}=n-r_{0}^{2},r_{1}=\lfloor 2r_{0}/Q_{1}\rfloor .}
- Перший цикл
  - {\displaystyle P_{k}=r_{k-1}\cdot Q_{k-1}-P_{k-1},~Q_{k}=Q_{k-2}+(P_{k-1}-P_{k})\cdot r_{k-1},r_{k}=\lfloor {\frac {P_{k}+\lfloor {\sqrt {n}}\rfloor }{Q_{k}}}\rfloor ,~k\geq 2.}
  - Продовжуємо обчислення коефіцієнтів {\displaystyle P_{k},~Q_{k}~r_{k}} доти, доки не знайдемо Qk, що є повним квадратом. Це має статися за деякого {\displaystyle k.} Нехай {\displaystyle Q_{k}=d^{2}} для цілого {\displaystyle d>0.} Перейдемо до наступного циклу.

- Другий цикл.
  - почнемо цикл обчислень нових параметрів {\displaystyle P_{j}^{\prime },~Q_{j}^{\prime },~r_{j}^{\prime }.} Формули для реалізації другого циклу залишаться такими ж, як раніше. Зміняться лише початкові значення параметрів {\displaystyle P^{\prime },~Q^{\prime },~r^{\prime }:}
  - {\displaystyle P_{0}^{\prime }=-P_{k},~Q_{0}^{\prime }=d,~r_{0}^{\prime }=\lfloor {\frac {P_{0}^{\prime }+\lfloor {\sqrt {n}}\rfloor }{Q_{0}^{\prime }}}\rfloor ,~P_{1}^{\prime }=r_{0}^{\prime }\cdot Q_{0}^{\prime }-P_{0}^{\prime },~Q_{1}^{\prime }=(N-P_{1}^{\prime 2})/Q_{0}^{\prime }.}
  - Обчислення слід продовжувати, поки два поспіль значення {\displaystyle P_{j}^{\prime },~P_{j+1}^{\prime }} не стануть рівними. Тоді, значення {\displaystyle Q_{j}} дасть шуканий дільник числа {\displaystyle n.}

## Оцінка збіжності
Згідно з розрахунками, виконаними самим Шенксом, кількість ітерацій першого й другого циклів алгоритму визначається кількістю множників {\displaystyle w} числа {\displaystyle n} і дорівнює приблизно:
{\displaystyle {\frac {C}{2^{w}-2}}\cdot n^{1/4},}
де {\displaystyle C} — константа, що дорівнює приблизно 2,4 для першого циклу ітерацій.

## Приклад факторизації числа
Застосуємо цей метод для факторизації числа {\displaystyle N=22117019}
| Цикл №1               | Цикл №1                           | Цикл №1                      | Цикл №1                       |
| {\displaystyle F_{i}} | {\displaystyle F_{i}}             | {\displaystyle F_{i}}        | {\displaystyle F_{i}}         |
| {\displaystyle i}     | {\displaystyle (-1)^{i-1}Q_{i-1}} | {\displaystyle 2\cdot P_{i}} | {\displaystyle (-1)^{i}Q_{i}} |
| --------------------- | --------------------------------- | ---------------------------- | ----------------------------- |
| {\displaystyle 0}     | {\displaystyle -8215}             | {\displaystyle 2\cdot 4702}  | {\displaystyle 1}             |
| {\displaystyle 1}     | {\displaystyle 1}                 | {\displaystyle 2\cdot 4702}  | {\displaystyle -8215}         |
| {\displaystyle 2}     | {\displaystyle -8215}             | {\displaystyle 2\cdot 3513}  | {\displaystyle 1190}          |
| {\displaystyle 3}     | {\displaystyle 1190}              | {\displaystyle 2\cdot 3627}  | {\displaystyle -7531}         |
| {\displaystyle 4}     | {\displaystyle -7531}             | {\displaystyle 2\cdot 3904}  | {\displaystyle 913}           |
| {\displaystyle 5}     | {\displaystyle 913}               | {\displaystyle 2\cdot 4313}  | {\displaystyle -3850}         |
| {\displaystyle 6}     | {\displaystyle -3850}             | {\displaystyle 2\cdot 3387}  | {\displaystyle 2765}          |
| {\displaystyle 7}     | {\displaystyle 2765}              | {\displaystyle 2\cdot 2143}  | {\displaystyle -6338}         |
| {\displaystyle 8}     | {\displaystyle -6338}             | {\displaystyle 2\cdot 4195}  | {\displaystyle 713}           |
| {\displaystyle 9}     | {\displaystyle 713}               | {\displaystyle 2\cdot 4361}  | {\displaystyle -4346}         |
| {\displaystyle 10}    | {\displaystyle -4346}             | {\displaystyle 2\cdot 4331}  | {\displaystyle 773}           |
| {\displaystyle 11}    | {\displaystyle 773}               | {\displaystyle 2\cdot 4172}  | {\displaystyle -6095}         |
| {\displaystyle 12}    | {\displaystyle -6095}             | {\displaystyle 2\cdot 1923}  | {\displaystyle 3022}          |
| {\displaystyle 13}    | {\displaystyle 3022}              | {\displaystyle 2\cdot 4121}  | {\displaystyle -1699}         |
| {\displaystyle 14}    | {\displaystyle -1699}             | {\displaystyle 2\cdot 4374}  | {\displaystyle 1757}          |
| {\displaystyle 15}    | {\displaystyle 1757}              | {\displaystyle 2\cdot 4411}  | {\displaystyle -1514}         |
| {\displaystyle 16}    | {\displaystyle -1514}             | {\displaystyle 2\cdot 4673}  | {\displaystyle 185}           |
| {\displaystyle 17}    | {\displaystyle 185}               | {\displaystyle 2\cdot 4577}  | {\displaystyle -6314}         |
| {\displaystyle 18}    | {\displaystyle -6314}             | {\displaystyle 2\cdot 1737}  | {\displaystyle 3025(=55^{2})} |

| Цикл №2               | Цикл №2                                     | Цикл №2                                | Цикл №2                                 |
| {\displaystyle G_{i}} | {\displaystyle G_{i}}                       | {\displaystyle G_{i}}                  | {\displaystyle G_{i}}                   |
| {\displaystyle i}     | {\displaystyle (-1)^{i-1}Q_{i-1}^{\prime }} | {\displaystyle 2\cdot P_{i}^{\prime }} | {\displaystyle (-1)^{i}Q_{i}^{\prime }} |
| --------------------- | ------------------------------------------- | -------------------------------------- | --------------------------------------- |
| {\displaystyle 0}     | {\displaystyle -55}                         | {\displaystyle 2\cdot 4652}            | {\displaystyle 8653}                    |
| {\displaystyle 1}     | {\displaystyle 8653}                        | {\displaystyle 2\cdot 4001}            | {\displaystyle -706}                    |
| {\displaystyle 2}     | {\displaystyle -706}                        | {\displaystyle 2\cdot 4471}            | {\displaystyle 3013}                    |
| {\displaystyle 3}     | {\displaystyle 3013}                        | {\displaystyle 2\cdot 4568}            | {\displaystyle -415}                    |
| {\displaystyle 4}     | {\displaystyle -415}                        | {\displaystyle 2\cdot 4562}            | {\displaystyle 3145}                    |
| {\displaystyle 5}     | {\displaystyle 3145}                        | {\displaystyle 2\cdot 1728}            | {\displaystyle -6083}                   |
| {\displaystyle 6}     | {\displaystyle -6083}                       | {\displaystyle 2\cdot 4355}            | {\displaystyle 518}                     |
| {\displaystyle 7}     | {\displaystyle 518}                         | {\displaystyle 2\cdot 4451}            | {\displaystyle -4451}                   |
| {\displaystyle 8}     | {\displaystyle -4451}                       | {\displaystyle 2\cdot 4451}            | {\displaystyle 518}                     |

У другому циклі {\displaystyle P_{7}^{\prime }=P_{8}^{\prime }.} Отже, {\displaystyle 4451} є дільником числа {\displaystyle N=22117019}. Далі обчислюємо другий дільник: {\displaystyle 22117019\div 4451=4969}
{\displaystyle 22117019=4451\cdot 4969.}

## Застосування
Алгоритм застосовується в багатьох реалізаціях  решета числового поля і квадратичного решета для факторизації невеликих чисел, що виникають під час факторизації великого цілого числа. У будь-якому випадку, SQUFOF застосовується в основному як допоміжний алгоритм у потужніших методах для факторизації чисел невеликого розміру, які не мають малих простих дільників. Як правило, такі числа є добутком кількох різних простих чисел.